# Markus Teichert
Markus Manfred Teichert (* 9. November 1970 in Mainz) ist ein deutscher Tischtennisspieler und A-Lizenz-Trainer.

## Leben
Teichert wurde von seinem Vater Manfred Teichert zum Tischtennisspielen gebracht, der damals Abteilungsleiter beim TTV Nierstein und auch Klassenleiter der zweiten Bundesliga war. So begann Markus Teichert seine Tischtennislaufbahn beim TTV Nierstein. Bereits als Zwölfjähriger wurde er in der Herrenmannschaft aufgestellt und spielte erfolgreich in der Verbandsliga, Rheinland-Pfalz-Liga, Regionalliga und schließlich in der Zweiten Bundesliga. Weiter entwickelte er seine Fähigkeiten durch den Besuch des Sportinternats Heinrich-Heine-Gymnasium in Kaiserslautern.
In den Jahren 1984 und 1985 wurde er zusammen mit Christian Dreher deutscher Meister im Schülerdoppel; zudem wurde er Mitglied in der deutschen Jugendnationalmannschaft. Er nahm insgesamt an drei Jugend-Europameisterschaften teil. Mit der Jugendnationalmannschaft gewann er je einmal die Silber- und die Bronzemedaille.
Im Jahr 1985 qualifizierte er sich zum ersten Mal für die deutschen Herrenmeisterschaften, an denen er insgesamt mindestens 15 Mal teilnahm. Viermal kam er bis ins Viertelfinale.
Im Jahr 1988 holte er in Hanau im Doppel mit Peter Franz den Titel bei den deutschen Jugendmeisterschaften. Ein Jahr später wurde er im Einzel süddeutscher Meister, In den Jahren 1990 und 1995 württembergischer Meister. Ebenfalls wurde er mehrmals  Süddeutscher Meister im Einzel sowie im Mixed mit Alexandra Schankula (geb. Urban).
Im Jahr 1988 erhielt er vom Bundesligaverein SSV Reutlingen seinen ersten Profivertrag. Für Reutlingen spielte er bis 1992. Es folgten die Vereine TTF Ochsenhausen (1992–1994; 2. und 1. BL), TSV Maxell Sontheim (1994–1999; 1. und 2. BL, ETTU Cup), SV Plüderhausen (1999–2000) und TTC Frickenhausen (2000–2004). Er spielte vorwiegend am vorderen Paarkreuz. Im Jahr 2004 kehrte er zum SSV Reutlingen in die Verbandsklasse zurück.
Seit 2017 spielt er beim TTC Mühringen in der Verbandsliga.
Für den jährlich stattfindenden Vereins-Servicetag ist Markus Teichert regelmäßig als Referent tätig. Seminar/Workshop: Erfolgreich Doppel spielen...

## Privat
Von Beruf ist er Reiseverkehrskaufmann. Teichert ist verheiratet. Hat 3 leibliche Kinder und 2 Stiefkinder.